# Петрик, Эрнан
Родри́го Эрна́н Пе́трик Вида́ль (исп. Rodrigo Hernán Petrik Vidal; 21 октября 1994 года, Пунта-дель-Эсте) — уругвайский футболист, играющий на позиции защитника. Ныне выступает в «Монтевидео Уондерерс».

## Биография
Эрнан Петрик — воспитанник клуба «Атенас». 26 мая 2012 года он дебютировал в уругвайском Втором дивизионе, сыграв в матче последнего тура против команды «Суд Америка». 3 ноября того же года Петрик забил свой первый гол на профессиональном уровне, доведя счёт до крупного в домашней игре против команды «Вилья-Тереса».
В следующем сезоне Петрик регулярно играл в чемпионате, а «Атенас» по его итогам вернулся в Примеру. Петрик дебютировал на высшем уровне 19 октября 2014 года, выйдя в основном составе в домашнем поединке с клубом «Серро».
В начале 2016 года Эрнан Петрик стал игроком «Пеньяроля», но впервые выйти на поле в рамках чемпионата ему удалось лишь в первом туре турнира 2017 года, в домашней игре против команды «Эль Танке Сислей».
15 января 2018 года Петрик на правах аренды до 1 июля перешёл в аргентинскую «Чакариту Хуниорс».

## Титулы
- Чемпион Уругвая (1): 2015/16 (не играл)